# 被背叛的田川的憂鬱
《被背叛的田川的憂鬱》是所創作的日本漫畫，由2018年12月28日至2022年12月9日連載於集英社旗下漫畫應用程式「Manga Mee」。
2021年獲改編為每日放送連續劇，犬飼貴丈、堀未央奈雙人主演，7月13日深夜起播映。

## 出版書籍
| 卷數 | 集英社         | 集英社                 |
| 卷數 | 發售日期       | ISBN                   |
| ---- | -------------- | ---------------------- |
| 1    | 2021年5月25日  | ISBN 978-4-08-844470-3 |
| 2    | 2021年5月25日  | ISBN 978-4-08-844493-2 |
| 3    | 2021年7月21日  | ISBN 978-4-08-844551-9 |
| 4    | 2021年7月21日  | ISBN 978-4-08-844552-6 |
| 5    | 2021年10月25日 | ISBN 978-4-08-844569-4 |

## 電視劇
台灣由friDay影音自7月14日起，每週三深夜跟播。

### 演員列表
- 田川暢：犬飼貴丈
- 田川藍子：堀未央奈
- 森和正：岩岡徹（Da-iCE)
- 森梢：高梨臨
- 久民浩平：中田圭祐
- 麻衣：希代彩
- 茉拓：吉田志織
- 吹田：加治瞳（加治ひとみ)
- ：染野有來
- 森拓斗：石井一輝

## 外部連結
- 集英社特設網站（日語）

電視劇
- 電視劇官方網站（日語）
- 電視劇的X（前Twitter）（日語）
- 電視劇的Instagram帳戶（日語）